# Данилов, Анатолий Александрович
Анатолий Александрович Данилов (7 мая 1939 года, Сыростан — 25 января 2016 года, Чайковский) — советский и российский преподаватель. Ректор Чайковского государственного института физической культуры (1996—2009). Почётный гражданин города Чайковский (2009). Заслуженный работник физической культуры Российской Федерации (1993). Кандидат педагогических наук (1981). Профессор (1998).

## Биография
Родился 7 мая 1939 года в селе Сыростан Челябинской области.
В 1963 году окончил Омский государственный институт физической культуры.
Работал учителем физической культуры в школе и инструктором по физической культуре Майкаинского комбината. Затем пять лет возглавлял комитет по физической культуре и спорту при Челябинском облисполкоме.
С 1974 по 1980 год был деканом педагогического факультета Челябинского государственного института физической культуры. Также с 1976 по 1980 год был в нём заведующим кафедрой истории и организации физической культуры.
В июле 1980 года был назначен на должность директора Чайковского филиала Челябинского государственного института физической культуры. Параллельно с 1980 по 1985 год был заведующим кафедрой общетеоретических дисциплин Чайковского ГИФК.
В январе 1996 года после преобразования филиала института в Чайковский государственный институт физической культуры Данилов стал его ректором. По его инициативе в Чайковском появились такие спортивные объекты, как биатлонный и трамплинный комплексы «Снежинка», спорткомплекс «Буревестник».
С августа 2009 года до конца своей жизни Данилов оставался президентом Чайковского ГИФК.
Умер 25 января 2016 года.

## Память
25 мая 2016 года федеральный центр подготовки по зимним видам спорта «Снежинка» стал носить его имя.
1 сентября 2016 года на площади перед Чайковским институтом физической культуры была открыта мемориальная доска А. А. Данилова.

## Награды и звания
- Нагрудный знак «Отличник физической культуры и спорта СССР» (1962).
- Медаль «За трудовое отличие» (1971).
- Почётное звание «Заслуженный работник физической культуры Российской Федерации» (1993)[13].
- Орден Дружбы (1999)[14].
- Почётный знак «За заслуги в развитии Олимпийского движения в России» (1999).
- Медаль «80 лет Госкомспорту России» (2003).
- Почётный гражданин города Чайковский (2009)[15].
- Медаль Николая Озерова (2014)[16].

## Научные публикации
Анатолий Александрович опубликовал около 20 научных и учебно-методических работ по проблемам работы с кадрами в аппарате управления физкультурным движением, в том числе:
- Комаров И. И., Воронова К. А., Данилов А. А. Деловая оценка работников аппарата управления в физкультурном движении. — Теория и практика физической культуры, 1977, № 10, с. 53-56.
- Данилов А. А. Организация работы с кадрами в аппарате управления физкультурным движением (на примере областных, краевых, АССР комитетов по физической культуре и спорту). — Ленинград, 1981.